# Liste der Stolpersteine in Wasserliesch
Die Liste der Stolpersteine in Wasserliesch enthält alle Stolpersteine, die im Rahmen des gleichnamigen Projekts von Gunter Demnig in Wasserliesch verlegt wurden. Mit ihnen soll an Opfer des Nationalsozialismus erinnert werden, die in Wasserliesch lebten und wirkten.

## Verlegte Stolpersteine
| Bild | Person, Inschrift                                                                                                | Adresse                                           | Verlege- datum | Weitere Informationen |
| --- | --- | ------------------------------------------------- | -------------- | --------------------- |
| Bild gesucht Die Wikipedia wünscht sich an dieser Stelle ein Bild vom Ort mit diesen Koordinaten 49.7069099 6.5418916 . Motiv: Stolperstein Moritz Kaufmann Falls du dabei helfen möchtest, erklärt die Anleitung , wie das geht. BW    | Hauptstrasse 32 wohnte Moritz Kaufmann Jg. 1901 deportiert 1943 ermordet in Auschwitz                            | Hauptstrasse 32 · heute Hauptstrasse 34a ·        | 13. Sep. 2021  |                       |
| Bild gesucht Die Wikipedia wünscht sich an dieser Stelle ein Bild vom Ort mit diesen Koordinaten 49.7069098 6.5419169 . Motiv: Stolperstein Regina Kaufmann Falls du dabei helfen möchtest, erklärt die Anleitung , wie das geht. BW    | Hauptstrasse 32 wohnte Regina Kaufmann geb. Simon Jg. 1896 deportiert 1943 ermordet in Auschwitz                 | Hauptstrasse 32 · heute Hauptstrasse 34a ·        | 13. Sep. 2021  |                       |
| Bild gesucht Die Wikipedia wünscht sich an dieser Stelle ein Bild vom Ort mit diesen Koordinaten 49.7069099 6.5419037 . Motiv: Stolperstein Berthilde Kaufmann Falls du dabei helfen möchtest, erklärt die Anleitung , wie das geht. BW | Hauptstrasse 32 wohnte Berthilde Kaufmann Jg. 1930 deportiert 1943 Auschwitz ermordet 3.3.1943                   | Hauptstrasse 32 · heute Hauptstrasse 34a ·        | 13. Sep. 2021  |                       |
| Bild gesucht Die Wikipedia wünscht sich an dieser Stelle ein Bild vom Ort mit diesen Koordinaten 49.7052269 6.5462014 . Motiv: Stolperstein Victor Simon Falls du dabei helfen möchtest, erklärt die Anleitung , wie das geht. BW       | Reiniger Strasse 31 wohnte Victor Simon Jg. 1865 deportiert 1942 Theresienstadt ermordet 3.1.1944                | Reiniger Strasse 31 · heute Reiniger Strasse 32 · | 13. Sep. 2021  |                       |
| Bild gesucht Die Wikipedia wünscht sich an dieser Stelle ein Bild vom Ort mit diesen Koordinaten 49.7052216 6.5462153 . Motiv: Stolperstein Mathilde Simon Falls du dabei helfen möchtest, erklärt die Anleitung , wie das geht. BW     | Reiniger Strasse 31 wohnte Mathilde Simon geb. Lorig Jg. 1857 deportiert 1942 Theresienstadt ermordet 21.12.1942 | Reiniger Strasse 31 · heute Reiniger Strasse 32 · | 13. Sep. 2021  |                       |
| Bild gesucht Die Wikipedia wünscht sich an dieser Stelle ein Bild vom Ort mit diesen Koordinaten 49.7052242 6.5462082 . Motiv: Stolperstein Sophie Simon Falls du dabei helfen möchtest, erklärt die Anleitung , wie das geht. BW       | Reiniger Strasse 31 wohnte Sophie Simon Jg. 1882 deportiert 1941 Łódź/Litzmannstadt ermordet                     | Reiniger Strasse 31 · heute Reiniger Strasse 32 · | 13. Sep. 2021  |                       |
| Bild gesucht Die Wikipedia wünscht sich an dieser Stelle ein Bild vom Ort mit diesen Koordinaten 49.7052255 6.5462048 . Motiv: Stolperstein Susanna Simon Falls du dabei helfen möchtest, erklärt die Anleitung , wie das geht. BW      | Reiniger Strasse 31 wohnte Susanna Simon Jg. 1884 deportiert 1941 Łódź/Litzmannstadt ermordet 1941               | Reiniger Strasse 31 · heute Reiniger Strasse 32 · | 13. Sep. 2021  |                       |
| Bild gesucht Die Wikipedia wünscht sich an dieser Stelle ein Bild vom Ort mit diesen Koordinaten 49.705223 6.5462117 . Motiv: Stolperstein Bertha Simon Falls du dabei helfen möchtest, erklärt die Anleitung , wie das geht. BW        | Reiniger Strasse 31 wohnte Bertha Simon Jg. 1888 deportiert 1941 Łódź/Litzmannstadt ermordet                     | Reiniger Strasse 31 · heute Reiniger Strasse 32 · | 13. Sep. 2021  |                       |